# Сущов, Николай Николаевич
Николай Николаевич Сущов (1830—1908) — один из видных предпринимателей Российской империи; тайный советник.

## Биография
Родился 18 (30) марта 1830 года в семье морского офицера Николая Ивановича Сущова, потомственного дворянина Нижегородской губернии. За ним числилось родовое имение в 1800 десятин в Сергачском уезде и ещё 102 десятины в Горбатовском уезде. Отец дослужился до звания капитан-лейтенанта.
После окончания Училища правоведения в 1849 году, он получил должность младшего помощника секретаря в канцелярии Общего собрания сената. В 1853 году был назначен товарищем председателя палаты Гражданского суда в Нижнем Новгороде с чином титулярного советника. Во время Крымской войны, в 1854 году поступил в Нижегородское ополчение, за созыв которого горячо ратовал. Был зачислен на военную службу и переименован в поручики. Его военная служба была отмечена ополченским крестом и орденом Св. Станислава 2-й степени. на гражданскую службу вернулся не в ведомство министерства юстиции, а в министерство внутренних дел.
Активно участвовал в составе комиссии генерал-майора Шванна расследовании в Астрахани злоупотреблений по интендантским заготовкам и отпуску хлеба населению; был замечен и в 1859 году назначен управляющим канцелярией министерства юстиции с чином надворного советника; в этом же году получил звание камер-юнкера, в 1861 году — камергера.
В 1862 году стал членом правления Русского общества пароходства и торговли. В этом же году он стал статским советником.
В 1863 году он стал обер-прокурором 4-го департамента Сената. В 1864 году ему была поручена ревизия дел Московской уголовной палаты, с которой он блестяще справился и получил 2 сентября 1864 года чин действительного статского советника.
Принимал участие в комиссии о земских учреждениях, состоявшей под председательством сначала Н. А. Милютина, а затем графа П. А. Валуева.
В 1865 году подготовил устав и стал одним из учредителей Московского купеческого банка.
В 1872 году вышел в отставку с производством в чин тайного советника. Н. Е. Врангель отмечал: Сущов, разирая судебную тяжбу двух польских магнатов, ухитрился быть негласным поверенным у обоих; узнав об этом, министр юстиции пригрозил Сущову судом и потребовал отставки, но тот вынудил министра, имея в виду сохранить в тайне скандал с таким значительным чиновником как обер-прокурор, отправить его в почётную отставку — с производством в тайные советники и сохранением придворного звания.
Выйдя в отставку, с необычайной энергией занялся развитием отечественной промышленности и кредитного дела, создав ряд крупнейших предприятий, способствовавших развитию народного хозяйства. Приобрёл широкую известность, как эксперт и юрисконсульт по финансовым, промышленным и железнодорожным делам. Активно участвовал в делах Главного общества российских железных дорог, боролся за предоставление ему различных концессий; был самым влиятельным членом правления одной из самых высокодоходных российских компаний Общества Юго-Западных железных дорог.
К 1889 году он занял руководящие должности в двух Санкт-Петербургских банках: «Русского для внешней торговли банка» и «Центрального банка русского поземельного кредита». Он состоял также членом правления Русско-Бельгийского металлургического общества.
В своих Воспоминаниях граф С. Ю. Витте писал, что в 1860-х годах, когда началась практическая реализация судебной реформы:

Сущов начал заниматься частными делами, частными обществами, вследствие чего он должен был покинуть государственную службу. Он играл видную роль в различных концессиях того времени (тогда были всевозможные предприятия: концессии, банки) — всюду дельцом был Сущов. Он писал всевозможные проекты, всевозможные уставы, всевозможные прошения, направлял иски; конечно такая деятельность Сущова была несовместима с деятельностью обер-прокурора Сената и камергера. Поэтому он должен был выйти в отставку. В 60-х-70-х годах Сущов играл громадную роль. Тогда в России только начали применяться различные уставы акционерных обществ, как торгово-промышленных, так и банковских.
Сущов в этом отношении так навострился, что писал эти уставы, которые, в сущности говоря, более или менее шаблонны (в настоящее время такой устав может написать, чуть ли не каждый столоначальник соответствующего департамента министерства), в то же время это считалось особым талантом.
За то, чтобы написать такой устав, Сущов брал в те времена 25-30 тысяч рублей, между тем, как это было для него работой на несколько часов в течение двух дней.
Затем он был членом всевозможных обществ, как уже существующих, как и создающихся: Поэтому он получал и наживал громадные деньги.

Умер 10 (23) октября 1908 года. По особому разрешению, Сущова отпевали в церкви училища правоведения. Похоронен на Смоленском православном кладбище; на надгробном памятнике был помещён барельеф с вделанным в него жетоном в память 50-летия Училища правоведения.
Сущов был долгие годы главным устроителем правоведских обедов в день училищного праздника. Он также был председателем Комитета правоведской кассы. Ежегодно устраивал у себя весной обед своего 10-го училищного выпуска.
Был женат на Екатерине Александровне Козловой (1832—1910), дочери А. П. Козлова. Их дети: Александр (1853—?); Елизавета (1855—?), в замужестве Ерина; Иустиния (1856—?), в замужестве Дараган; Екатерина (1861—?), в замужестве Максимович.
Их дочь, Екатерина Николаевна Максимович, живя в Финляндии, оставила в 1935 году, когда зарубежные правоведы готовились отметить 100-летие со дня основания училища правоведения, интересные воспоминания. У Сущова бывали многочисленные друзья-правоведы, особенно первых выпусков, как жившие в Петербурге, так и наезжавшие в столицу из провинции. Екатерина Николаевна набросала целый ряд их портретных эскизов: Е. И. Барановского, Н. И. Стояновского, Д. Н. Набокова, Н. Н. Шрейбера и многих других. В их числе был и К. П. Победоносцев, «запросто к ним заходивший к утреннему чаю, после ранней обедни в Исаакиевском Соборе, и любивший много говорить, и любивший, чтоб его слушали».